# Kozelník
Kozelník es un municipio del distrito de Banská Štiavnica en la región de Banská Bystrica, Eslovaquia, con una población estimada a final del año 2024 de 174 habitantes.
Se encuentra ubicado al oeste de la región, cerca del río Hron —un afluente izquierdo del Danubio— y de la frontera con la región de Nitra.

## Demografía
| Año        | 1994 | 2004    | 2014     | 2024    |
| ---------- | ---- | ------- | -------- | ------- |
| Población  | 213  | 205     | 177      | 174     |
| Diferencia |      | −3,75 % | −13,65 % | −1,69 % |

| Año        | 2023 | 2024    |
| ---------- | ---- | ------- |
| Población  | 167  | 174     |
| Diferencia |      | +4,19 % |